# Heinrich Aigner
Heinrich Aigner (ur. 25 maja 1924 w Ebrach, zm. 24 marca 1988 w Ambergu) – niemiecki polityk i prawnik, wieloletni deputowany Bundestagu i poseł do Parlamentu Europejskiego.

## Życiorys
Zdał egzamin maturalny, a od 1942 walczył jako żołnierz na frontach II wojny światowej. Następnie studiował prawo na Uniwersytecie Fryderyka i Aleksandra w Erlangen i Norymberdze. Na tej uczelni w 1954 obronił doktorat poświęcony śledztwom w sprawie aborcji w Ambergu w latach 1925–1950. W tym samym roku dołączył do lokalnej służby cywilnej, pracując m.in. w bawarskim ministerstwie rolnictwa.
Zaangażował się w działalność polityczną w ramach Unii Chrześcijańsko-Społecznej w Bawarii. W latach 50. kierował partyjną młodzieżówką Junge Union w Ambergu, od 1952 był sekretarzem, a od 1955 do 1959 był wiceszefem w Bawarii. W 1957 został po raz pierwszy wybrany do Bundestagu, zasiadał w nim nieprzerwanie aż do roku 1980. Jednocześnie od 1961 sprawował mandat posła do Parlamentu Europejskiego, w 1979 i 1984 wybierano go w wyborach powszechnych. Przystąpił do Europejskiego Sojuszu Demokratycznego, został m.in. przewodniczącym Komisji ds. Młodzieży, Kultury, Edukacji, Informacji i Sportu (1987–1989) i członkiem Komisji ds. Praw Kobiet. Zmarł w trakcie II kadencji Europarlamentu.